# 寶藏巖聚落
寶藏巖聚落，位於台灣臺北市中正區西南端，小觀音山南側與新店溪河岸間，得名於當地佛寺寶藏巖觀音亭。為戰後時期由榮民、城鄉移民與都市原住民等社會弱勢族群自力營造的非正式建築群，為文化資產聚落建築群之一。
寶藏巖總面積僅3.97公頃，但擁有傳統廟宇、戰後眷村等等人文特殊景觀，具有獨特的發展歷程，且緊鄰福和橋、基隆路高架橋和水源快速道路交織而成的匝道，形成古今相照的地景。1997年6月後，受到部分學者及民眾的注意。經過整建與媒體報導，2006年，《紐約時報》將該聚落報導為台北最具特色的景點之一，與當時全世界第一高樓台北101並列。
2011年，臺北市政府文化局公告登錄寶藏巖聚落為該市聚落建築群。

## 詞源
「寶藏巖聚落」名稱源自鄰近的廟宇「寶藏巖」，又稱為觀音巖仔。「巖仔」本義是山洞，引申為山邊廟宇。寶藏巖正是主祀觀音菩薩的山邊佛寺，為當地的泉州安溪移民的信仰中心。17世紀末，清朝正式統治台灣，閩南人移民逐漸來臺，登陸地點雖以台南、鹿港、艋舺為主，但現今台北公館仍有少數沿著新店溪上溯者。背靠小觀音山（虎空山）南側而建的寶藏巖正是當時移民之一的郭治亨及其子女所建。

## 歷史

### 日治時期至戰後初期

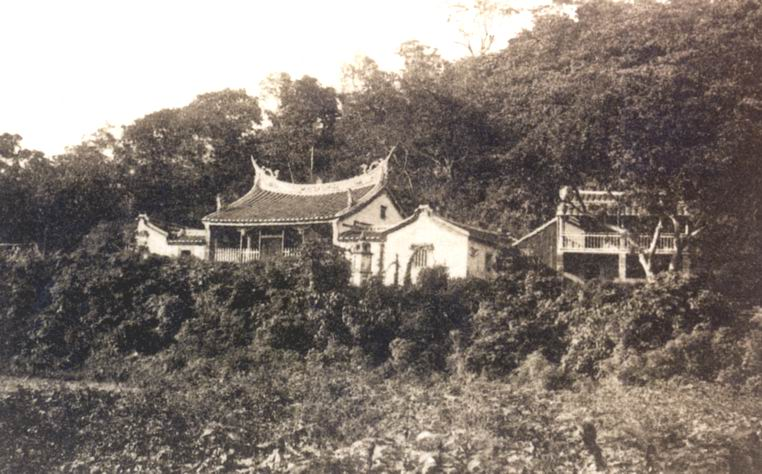
日治時代的寶藏巖觀音寺，周圍尚沒有住家

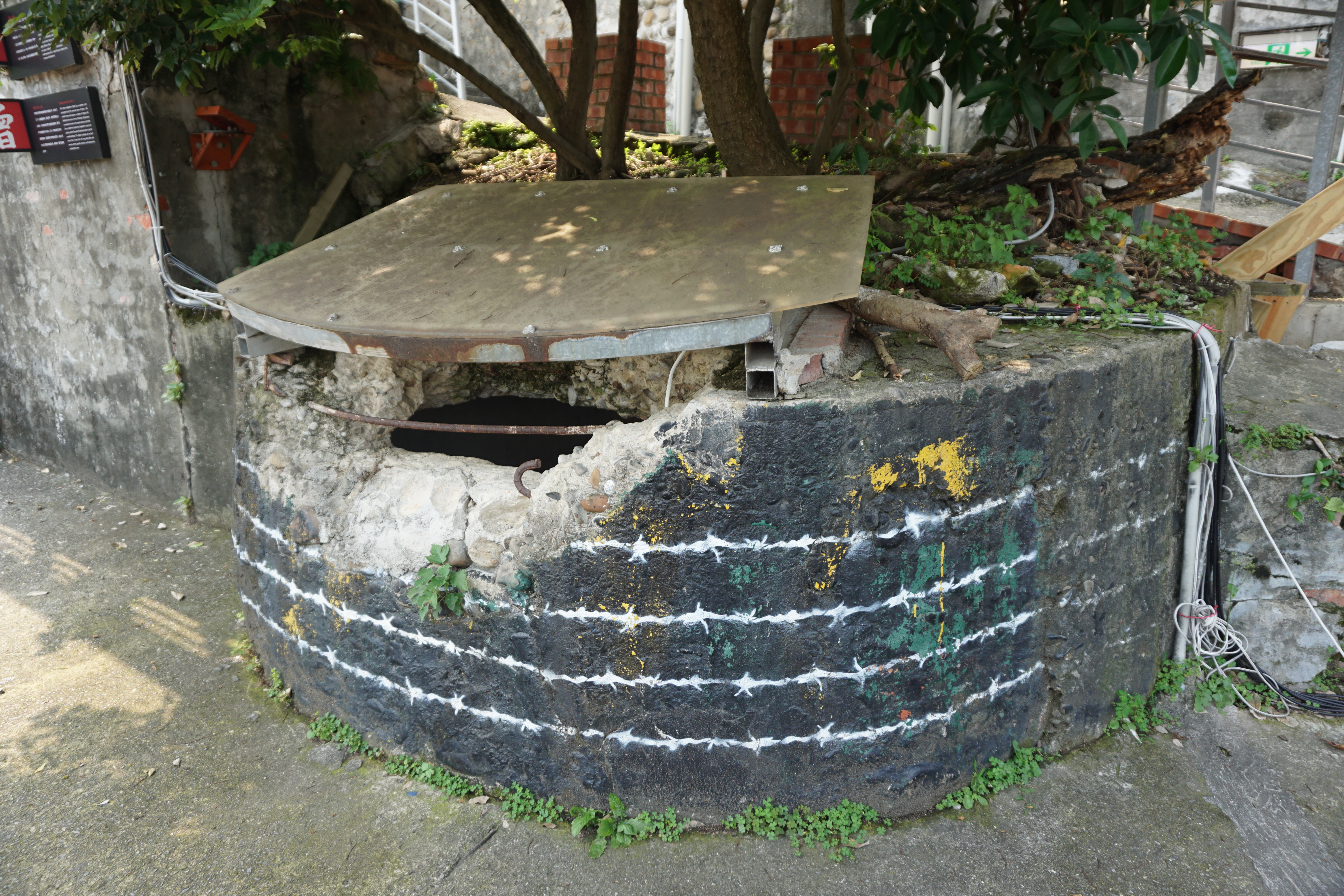
寶藏巖遺留的機槍堡

1930年代中期，台灣總督府的台灣軍開始於寶藏巖地區設立高射炮部隊，並於山麓南岸興建了幾個儲藏彈藥的地下碉堡與駐軍兵舍。1945年日本戰敗，國民政府接收台灣。寶藏巖附近台北公館地區的日治時期軍事行政建築，多數被沿用成同類型機關用廳舍，整併成立的臺灣北部防守區司令部進駐當地。在1950年代，寶藏巖除了觀音廟與該司令部外，民間違建只有三至五戶自日治時期遺留下來的本來新店溪採砂住戶或田園農家。

### 聚落發展成型時期

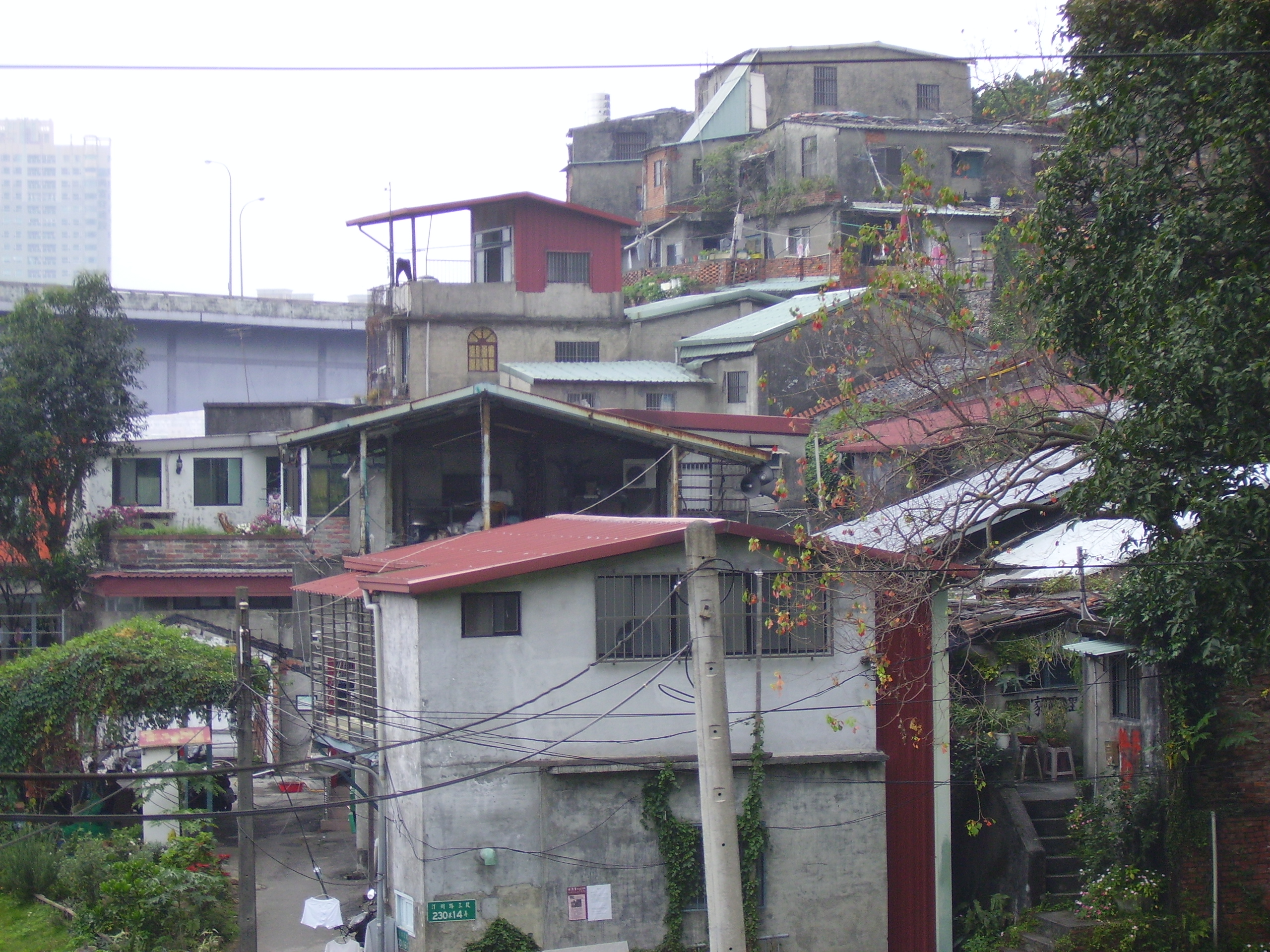
寶藏巖鄰里聚落建築

1960年代，兩岸情勢稍稍緩和，違建禁令鬆弛，司令部軍方默認外省人居民於寶藏巖週遭興建違建事實。於是寶藏巖開始出現居民並陸續蓋起數十戶的平房住宅。這些與寶藏巖相鄰的住宅並非觀音媽廟的信徒，也與廟方毫無來往，多是單純的尋找住所的駐軍或榮民老兵或其家屬，於是這些違章建築漸漸成為聚落。1965年，寶藏巖下方之新店線鐵路（1921年開業）連同鄰近的水源地車站廢止。鐵路基地改建為公館汀州路，亦成為寶藏巖日後對外要道。
1970年代初，北區司令部遷移，違建興建速度更快，至1980年代止，聚落規模已接近四公頃，居住約兩百多戶人家。
只有一條巷道進入的寶藏巖違建社區建築依山形建立，除了三至五間將領用官舍及40間合法軍方單身宿舍較為寬敞之外，其餘多為自行搭建，就地取材（如新店溪的鵝卵石，荒棄碉堡的舊磚塊）的狹窄平房。因居住者多收入不高，即使改建，也為小規模整修。因此該地維持了1960至1980年代的原有建築風貌。

### 計畫拆除與抗爭時期

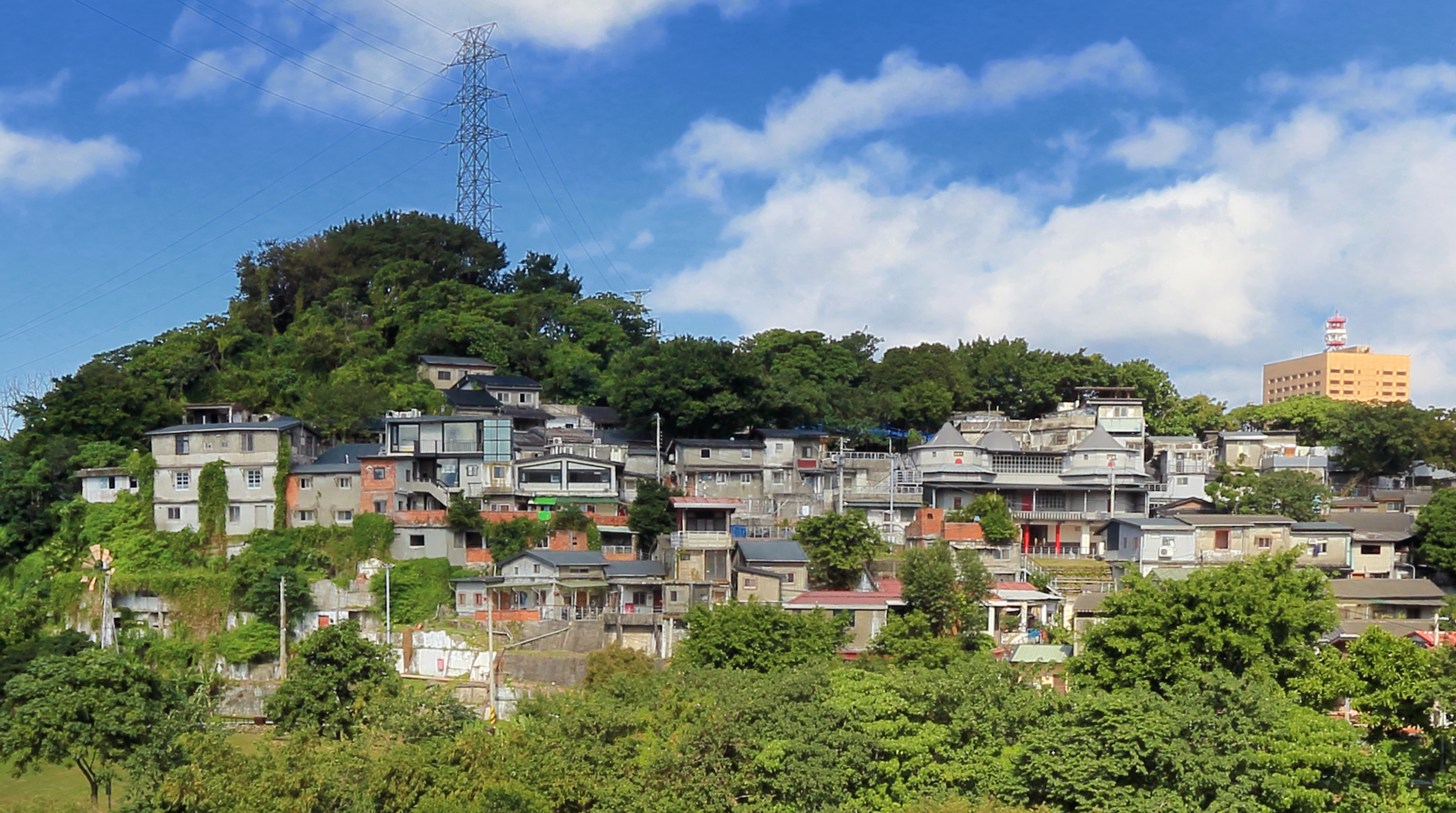
寶藏巖聚落全景

寶藏巖周圍的公館地區，因台北都會區整體向外擴展因素，不但成為台灣大學生活圈中心，也成為台北縣衛星城市的新店、永和、木柵的輻輳點。在此因素下，1960年代後公館就持續快速的發展，並於1980年代形成台北相當重要的「公館商圈」。相較公館商圈形成，寶藏巖社區的兩百多戶違建住宅因為限建與地狹人稠等因素，呈現停滯情況。也因此，該社區外貌與週遭城市景觀相當不協調。1980年代開始，台北市政府以整頓市容與水利維持等理由，開始計劃全面拆除寶藏巖社區，不過拆除過程遭到當地居民陳情與抗議。
1980年7月，寶藏巖從水源保護地正式劃入臨水區的297號都市計畫公園，不過因為涉及新店溪臨水禁建區，除了寶藏巖觀音亭古蹟外，當地的台北市政府正式展開拆遷該地所有違建的計劃。
1993年6月25日，台北市政府公告將拆遷公園預定地範圍內房舍。當時市長黃大洲並於1994年7月20日下令拆除合法軍方房舍共46幢。
1994年11月，市府公告拆除寶藏巖違建社區，因為當地約一百餘名仍居住居民不斷陳情，1995年5月27日拆除寶藏巖社區工作暫緩。

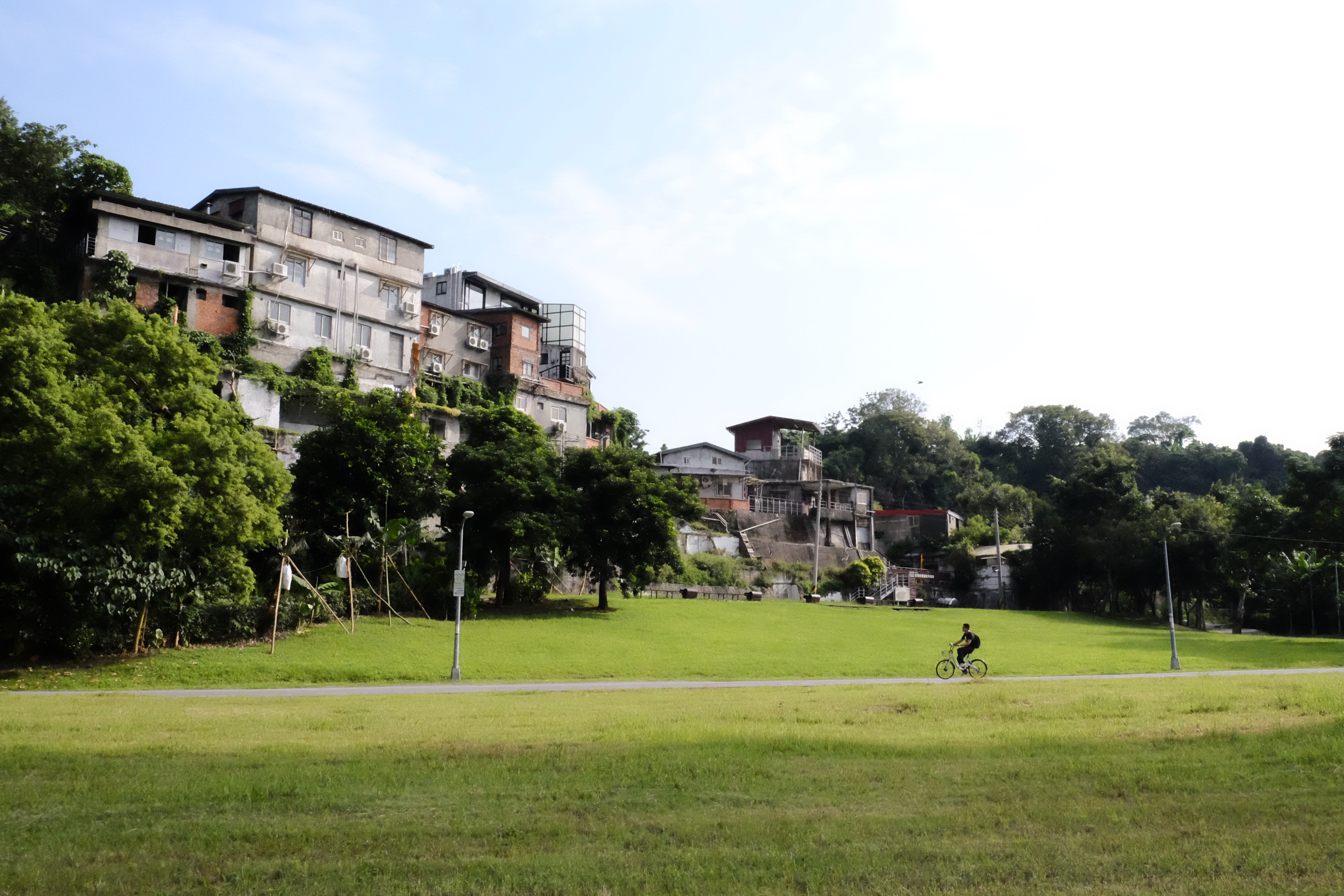
永福公園綠地與後方寶藏巖聚落

1995年11月，0.37公頃大的籃球場與親水階梯落成，正式命名為永福公園。
1997年3月，與寶藏巖違建社區情形很類似的台北市第14與15號公園被強制拆除，因為未安置妥善當地弱勢居民引起輿論反彈。6月10日，台北市政府暫緩原本的全面強制拆除，並開始安置計劃。
1997年9月，台灣大學建築與城鄉研究所師生正式進入寶藏巖地區，進行居民訪談、調查，城鄉所學生協助也一直持續到國際藝術村的落成。
1998年3月，專業者都市改革組織（OURs）、崔媽媽基金會、樂山文教基金會（現台灣歷史資源經理學會前身）等NGO團體，在寶藏巖舉行第一屆台北市弱勢社區營造博覽會，當時市長候選人馬英九與王建煊（朱惠良代表）皆承諾保存這個非正式文化地景。
2001年12月，台北市完成部分安置住戶動作，並拆除一百多戶中的四十多戶臨水區住宅。
2003年6月，Ours為落實初期參與保存寶藏巖之理念，爭取到文化局委託規劃案，以實踐都市空間改革，為居民爭取權益與聚落保存往進步發展的可能性，試圖改變市府都市政策。
2006年6月，台北市政府依當時1993年所公告的拆遷補償辦法，發出公文提醒居民需在2006年10月31日前全數自行搬遷，以進行部分願意留住，及符合社會弱勢條件的原住民房舍修繕，並將部分整建為寶藏巖共生聚落。
2006年9月，寶藏巖公社於駐村藝術家李國民之作品「LOVE HOTEL」內集結成立，以臺大社會工作學系學生楊子頡為首，之後加入各校大學生、藝術家、文化觀察者、及部分居民，以「保護文化資產免於遭市政府破壞與侵占」為主要宗旨。
同年10月26日，楊子頡等人於台北市政府文化局在居民安置尚未完成情形下，逕行舉辦的寶藏巖開園典禮中演出行動劇，遭警方阻止。

### 公告為文化資產以後
2011年5月27日， 公告「寶藏巖聚落」為台北市聚落建築群，其理由為「公館小觀音山下寶藏巖聚落為戰後臺灣城市裡，非正式營造過程所形成的聚落，是榮民、城鄉移民與都市原住民等社會弱勢者，在都市邊緣山坡地上自力造屋的代表，有歷史的特色。」

## 藝文展演聚落

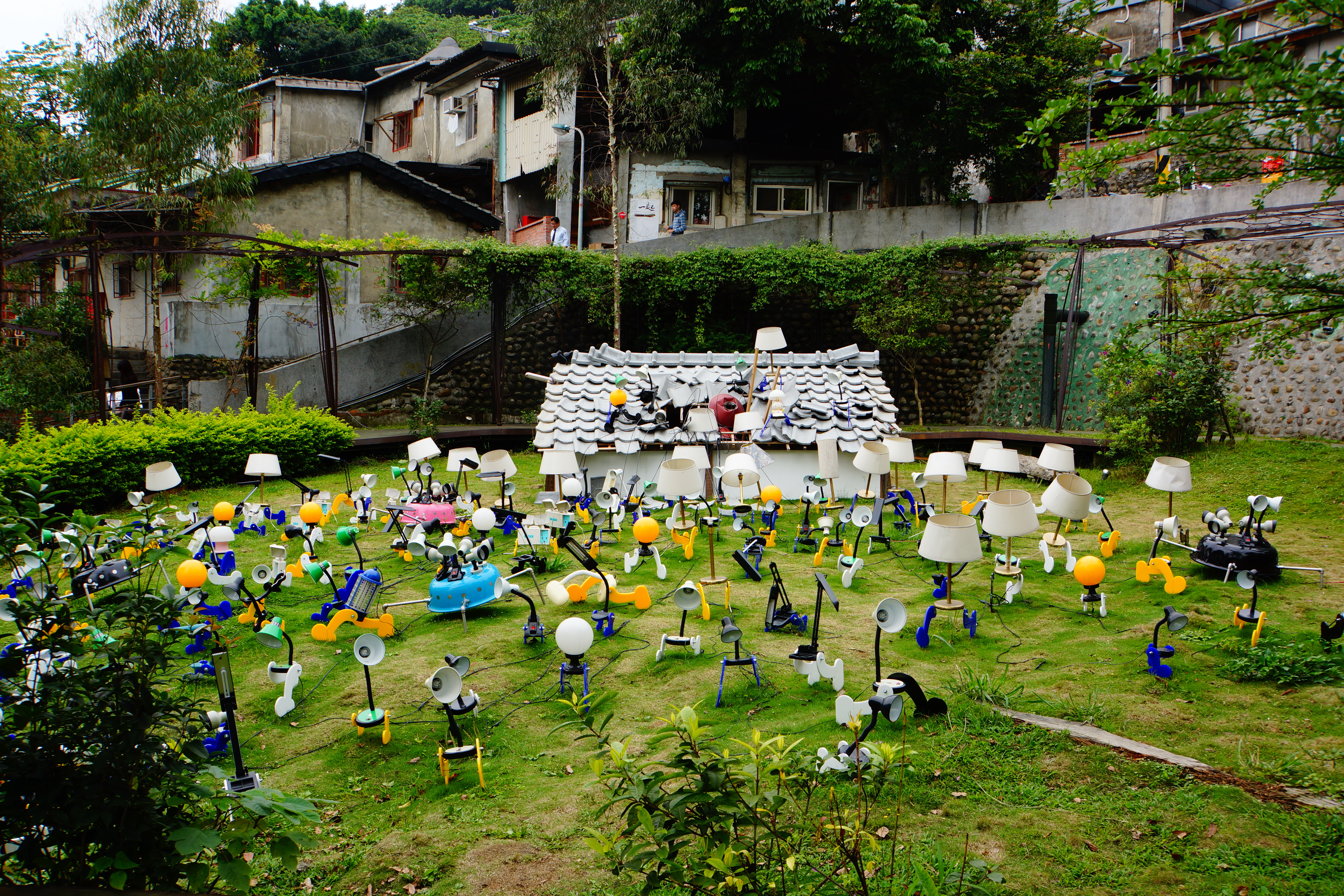
寶藏巖藝術村裝置藝術

讓寶藏巖社區獨特建築留存的主要關鍵，是台灣大學建築與城鄉研究所。該所從1997年9月開始參與公園的設計與協調並組成「寶藏巖社區工作團隊」。該團隊於1997年起持續遊說行政部門，希望將寶藏巖依照《文化資產保存法》指定為可免為拆除的「歷史聚落」。雖然歷經2001年底拆除臨水區部分住宅的挫折，不過終於2003年獲得台北市政府保留其餘建築物的承諾。
2004年2月，台北市古蹟暨歷史建築審查委員會審查通過，認定「寶藏巖歷史聚落」為“歷史建築”。
2004年起，各地藝術家進入仍有許多老榮民居住的該社區，在其荒廢空屋及開放空間展開各項藝術活動。最為著名的就是美國紙藝家艾婕音（Jane Ingram Allen）發起「藍色的河流」地景藝術創作計畫。也因為其特殊景觀與相關活動，2006年初，不但台北市政府積極籌畫「寶藏巖行動藝術村」活動，《紐約時報》將寶藏巖列為台北市最特殊的景觀之一。
2006年六月底，知名藝術家吳中煒進駐寶藏巖，並以『社會運動即為行動藝術』為概念，進行一連串行動。
至今聚落建物約87戶，樓層數多為一至二層，2009年10月開放原住戶22戶進住，現為「特定專用區」，規劃為「寶藏家園」、「藝術家駐村」及「國際青年會所」三大主題區，積極朝向「聚落活保存」之目標邁進。 
「寶藏巖國際藝術村」於2010年10月2日， 正式由台北市文化基金會藝術村營運部營運。
2015年一月， 詩人徐大以《登小樓》詩咖啡館 為據點進駐寶藏巖。2017年後以『詩人寫村』計畫，收集27戶資料，以新詩及文章的方式，紀錄及建構居民歷史。

## 交通
寶藏巖聚落位於台北市中正區汀州路三段230巷底，距離位於羅斯福路四段的捷運公館站僅約800公尺，步行約10分鐘（以1號出口為準）。捷運公館站是台北捷運松山新店線的停靠車站，站外的同名公車站牌有超過45條公車路線在此停靠。
巷口旁的汀州路上雖然有公車「小30」的「寶藏巖」站牌，但該路線一天只開九班車，而且比起公共交通工具便利的捷運公館站，路程只近了約400公尺，除該路線停靠各站附近的民眾外，一般人較少利用。
若要自行開車前往，可停車在汀州路三段230巷內的「公館停車站」，下車後步行約280公尺即可到達。

## 外部連結
- 台北國際藝術村-寶藏巖 （页面存档备份，存于）.財團法人台北市文化基金會
- 寶藏巖公社的Facebook專頁
- Taipei - New York Times
- 第 277 集 搶救生命 最後樂土.公共電視 我們的島
- 寶藏巖  臺北旅遊網